# حرية التنقل
حرية الحركة أو حرية التنقل أو حرية السفر هي أحد حقوق الإنسان التي يحترمها الدستور في الكثير من الدول والتي تنص على أن مواطني الدولة لهم حرية السفر والإقامة والعمل في أي مكان يرغب من تلك الدولة دون التعدي على حريات وحقوق الآخرين، وأن يغادر تلك الدولة وأن يعود لها في أي وقت. فنصت القوانين والأعراف الدولية عليها:
ويستند إليها المدافعين عن حقوق المهاجرين في أن حقوق الإنسان لا تقتصر على التنقل ضمن حدود الدولة الواحدة بل يتعدى ذلك إلى التنقل فيما بين الدول المختلفة.

## القيود الشائعة
يتم تقييد حرية التنقّل بأساليب متنوعة مِن قِبل العديد من الحكومات، قد تختلف حتى ضمن مقاطعات الدولة ذاتها، وتُبنى هذه القيود عموماً على الصحة العامة، أو النظام، أو مبررات للسلامة، وتدعو إلى أن حق تأمين تلك الشروط أبدى من مفهوم حرية التنقل.
وتشيع القيود على سفر الأشخاص بين الدول (الهجرة أو النزوح)، وتكون حريّة التنقل ضمن البلد ذاته محدودة أكثر بالنسبة للأفراد تحت السن القانوني، ويمكن للقانونالجنائي أن يعدّل هذا الحق بما ينطبق على الأشخاص المتّهَمين بالجرائم أو المحكومين بموجبها (كالإفراج عنهم بشكل مشروط، أو إخضاعهم لفترة اختبار خارج السجن، أو تسجيل بياناتهم لتتم مراقبتهم تباعاً).
وفي بعض الدول، قٌيّدت حرية التنقّل تاريخياً بالنسبة للنساء وأفراد المجموعات العرقية والاجتماعية المنبوذة، كما يمكن للأوضاع القانونية والعملية أن تعمل على الحد من هذه الحرية، على سبيل المثال، حتى إن كانت دولةٌ ما متسامحةً مع السفر عموماً، إلّا أنها قد تقيّد الحق فيه أثناء فترة الحرب إذا اندلعت.
وقد تتضمن القيود ما يلي:
- قيود معرفة الأجور الدنيا الرسمية وطنياً وإقليمياً لدخول سوق العمل (تنقّل أو هجرة العاملين بحريّة)
- بطاقات الهويّة الرسمية (جوازات السفر الداخلية، وتراخيص المواطنة) التي يجب حملها أو إصدارها عند الطلب
- الالتزامات المفروضة على الأفراد لتسجيل أي تغيّر في العنوان أو الشريك لدى السلطات المحلية
- القيود الحمائية المحلية أو الإقليمية على بناء المساكن، وبالتالي استيطان أحياء معينة
- التعدي على ممتلكات الآخرين أو دخولها دون إذن

### حرية التنقّل بين الممتلكات الخاصة
تعالَت الأسئلة في بعض السلطات القضائية عن المدى الذي يستطيع ضمنه الملّاكون الخاصّون إقصاء أشخاص معيّنين من الأراضي المُستخدمة لأهداف عمومية، كمراكز التسوّق أو المنتزهات، كما يوجد قانون ينصّ على أنّ صاحب الأرض الذي تكون ملكيّته محصورة بالكامل بين ملكيَات أصحاب الأرض الخاصّين الآخرين، فإنه سيمتلك حقّ عبور تلك الأراضي الخاصة إذا كان ذلك ضرورياً للوصول إلى طريق عام، كما يُوظَّف هذا المفهوم كأساس لتشريع قوانين لمنع انتهاك استخدام الشوارع والطرقات وحقوق المرور باعتراض حرية تنقّل الآخرين أو تقييدها.
يمتلك الوالدان أو أولياء الأمور عادةً حق تقييد تحركات الصغار دون السن القانوني الذين يرعوهم، وكذلك الكبار الآخرين الذين اعتُبروا بموجب القانون غير أكفّاء لإدارة تنقلاتهم الخاصة، كما يمكن لأرباب العمل وضع بعض القيود على تنقلات موظفيهم، وفصل أولئك الذين يُخالفونها.

### القيود المنزلية
بإمكان الحكومات عموماً تقييد حرية تنقّل الأشخاص المُدانين بجرائم بصرامة، وعلى نحو أبرز ضمن سياق السَّجن، كما قد تُطبَّق هذه القيود على المجرمين المُدانين الخاضعين لفترة اختبار، أو الذين أُطلق سراحهم بشكل مشروط، أو من اتُّهِم بجريمة ومن ثم أُطلِق سراحه بكفالة، كذلك قد يُحرم الشهود الضروريون من حقهم في السفر.
قد تحظر الحكومات أحياناً الدخول إلى مناطق منكوبة بالكوارث، أو تتواجد فيها مخاطر مهددة للصحة العامة، كما قد تطبّق حجراً صحياً على الأفراد المُصابين بمرض مُعدٍ عندما يشكلون خطراً على الآخرين، مقيّدةً تنقلاتهم لصالح السلامة العامة.
ورغم أن السفر من وإلى الدول مُتاح عموماً (مع وجود بعض المحددات)، إلا أن معظم الحكومات تقيّد المدة الزمنية المسموحة لبقاء الزائر المؤقت في البلد، وقد يعتمد ذلك على دولة مواطنة الفرد والأخرى التي سافر إليها من بين عوامل أخرى، وفي بعض الحالات –كتلك الخاصة باللاجئين المُعرَّضين لخطر الأذى الجسدي المُباشر فور عودتهم لبلادهم، أو الذين يطلبون اللجوء القانوني– يمكن السماح بفترة مكوث غير محددة في مناطق الرعاية الإنسانية، ولكن في معظم الحالات الأخرى، تكون الإقامة محدودة، إلّا أن منطقة شنغن تُعتبر من الاستثناءات الجديرة بالذكر، ففي دول الاتحاد الأوروبي المنتمية لها يحق للسكان السفر والتمتع بإقامة غير محدودة ضمنها.
علاوة على ذلك، فُرضت قيود على حق الانتقال إلى مناطق معينة أو العيش ضمنها في العديد من الدول، وأبرزها الصين، وفي خلافات الوالدين على حضانة الأطفال، قد تفرض المحكمة قيوداً على تنقّل الصغير غير البالغ للسن القانوني، مقيّدةً بالتالي قدرة والديه على اصطحابه عند السفر.

### قيود الدخول إلى بعض الدول

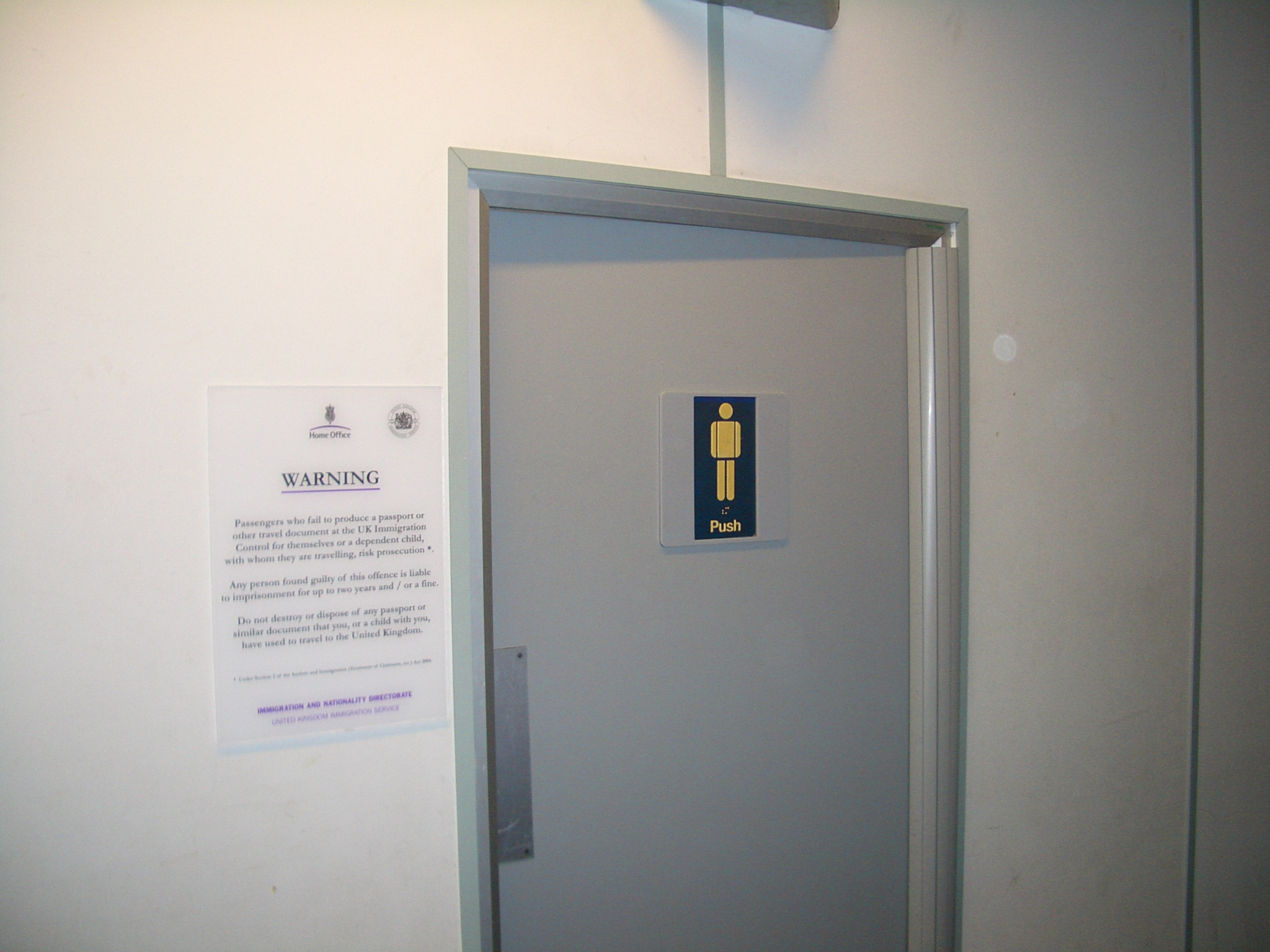
تطلب الحكومة البريطانية من المسافرين الواصلين إلى مطار لندن ستانستد عدم إتلاف وثائق سفرهم، لتتمكن من البت في جدارتهم لدخول البلاد.

يصنِّف دليل قيود التأشيرات البلدان بناءً على عدد الدول الأخرى التي يحق لمواطنيها الدخول إليها دون تأشيرة، علماً أن معظم بلدان العالم تتطلب تأشيرةً أو أية أشكال أخرى من إذن الدخول حتى تأذن لغير سكانها بعبور حدودها، وبالتالي قد يتعرض من يدخل تلك الدول بشكل غير شرعي وخارق للقوانين للسَّجن أو الترحيل.

### قيود الخروج من بعض الدول
تستلزم مغادرة المواطنين في معظم الدول امتلاك جواز سافر صالح، أو وثيقة سفر صادرة عن منظمة عالمية، أو في بعض الحالات وثيقة تعريف، وتختلف شروط إصدار المستندات المذكورة وصلاحية سلطة الحكومات لرفض إصدار جواز سفر ما من بلد لآخر.
وتحت ظروف معينة، قد تُصدر البلدان وثائق سفر (كإذن المرور) للأجانب غير المواطنين، لكن لا يضمن إصدار جواز السفر عموماً حق مغادرة البلاد، إذ قد يُمنع الشخص من المغادرة لعدة أسباب، مثل خضوعه للتحقيق كمشتبه به في جريمة ما، أو امتثاله لحكم جنائي، أو تقصيره في تسديد ديونه، أو عندما يشكل تهديداً للأمن الوطني، وينطبق ذلك على الأجانب أيضاً.
وفي بعض الدول قد يتمثّل حظر المغادرة في إبطال جواز السفر الصادر سابقاً عند الضرورة، كما في الولايات المتحدة الأمريكية، بينما تتطلب دول أخرى، كما فعل الاتحاد السوفييتي سابقاً، امتلاك المواطنين، وأحياناً المسافرين الأجانب أيضاً، لتأشيرة خروج حتى تسمح لهم بالمغادرة.
وحالياً تشترط بعض الدول امتلاك السكان الأجانب تأشيرات صالحة لدى خروجهم منها إذا تطلَب دخولهم إليها تأشيرة أيضاً، فمثلاً إذا تجاوز شخص ما مدة البقاء التي سمحت بها تأشيرة دخوله في جمهورية التشيك، فإنه قد يحتاج الحصول على تأشيرة خروج.
وفي روسيا تأخذ العقبات منحىً أبعد، إذ لا تعترف التشريعات فيها رسمياً بإذن الإقامة على أنه تأشيرة صالحة، وبالتالي يحتاج السكّان الأجانب المقيمين قانونياً فيها أن يمتلكوا تأشيرات خروج-دخول للقيام برحلة إلى الخارج، ويؤثر ذلك بشكل خاص على الطلّاب الأجانب الذين تنتهي صلاحية تأشيرات دخولهم الأصلية في الوقت الذي يعودون فيه لبلدانهم.
وتُلزم جمهورية الصين الشعبية مواطنيها القاطنينلبر الصين الرئيسي بالتقدّم بطلب للحصول على موافقات للدخول والخروج من أجل دخول هونغ كونغ وماكاو التابعتين للمناطق الإدارية الخاصة في الصين، وبنفس الطريقة يجب أن يحصل سكان الأخيرة على إذن بالعودة لمسقط الرأس من أجل زيارة بر الصين الرئيسي، ومنذ عام 2016، فُرض على سكان سنجان ذاتية الحكم إيداع جوازات سفرهم عند الشرطة، كما يجب أن توافق الحكومة على كل رحلة خارج البلاد، وهو أمر أكثر صعوبة على أفراد مجموعة أويغور العرقية.
من جهة أخرى تشترط مغادرة السكان الأجانب، ولكن ليس المواطنين، من المملكة العربية السعودية وقطر امتلاك تأشيرة للخروج مسبقاً.